# Le Rendez-vous (Tourgueniev)
Pour les articles homonymes, voir Rendez-vous.
Le Rendez-vous est une nouvelle d'Ivan Tourgueniev parue dans la revue russe Le Contemporain en 1850. La nouvelle fait partie du recueil Mémoires d'un chasseur et raconte la rupture entre deux amoureux.

## Résumé
Le narrateur s’endort dans un bois de bouleaux au milieu d’une journée de chasse. À son réveil, il voit non loin de lui, assise, une jolie jeune fille avec un bouquet de bleuet à la main. Elle attend manifestement quelqu’un et ne l’a pas vu. Il va être le témoin involontaire d’un rendez-vous entre deux amoureux.
L’homme arrive, c’est Victor Alexandrytch, un valet des environs qui, tout de suite, lui annonce qu’il partira à Saint-Pétersbourg le lendemain avec son maître. Il se rend dans la grande ville et ne passera pas l’hiver dans cet endroit où il n’y a rien. Akoulina est bouleversée, elle a tout fait pour lui… et ce rustre n’a pas un mot pour la consoler. Elle éclate en sanglot devant son ingratitude : « Auparavant, vous ne me parliez pas ainsi ». Que va-t-elle devenir?  Victor Alexandrytch quitte les lieux, et Akoulina s’enfuit en découvrant le chasseur.  Ce dernier ramasse les bleuets abandonnés qu’il gardera longtemps en mémoire de la jeune fille.

## Extraits
- « Sa figure vermeille, fraîche, insolente était de celles qui, autant que j’ai pu en juger, exaspèrent presque toujours les hommes et plaisent hélas ! assez souvent aux femmes. »
- « Son regard triste était lourd de tendresse, de dévouement, de soumission, d’amour. Par crainte de lui déplaire, elle n’osait pas pleurer…quant à lui, toujours étendu comme un sultan, il acceptait son adoration… »

## Édition française
- Le Rendez-vous, traduit par Françoise Flamant, Éditions Gallimard, Bibliothèque de la Pléiade, 1981  (ISBN 978 2 07 010980 7).